# Amprenawir
Amprenawir – lek przeciwwirusowy będący inhibitorem proteazy HIV. Substancja ta, blokując enzym hamuje namnażanie się wirusa co spowalnia szerzenie się infekcji.

## Wskazania do stosowania
Amprenawir stosuje się w skojarzeniu z innymi lekami przeciwwirusowymi w leczeniu pacjentów powyżej 4 roku życia, zakażonych ludzkim wirusem niedoboru odporności typu 1 (HIV-1), czyli wirusem wywołującym zespół nabytego niedoboru nieodporności (AIDS).

## Przeciwwskazania
- nadwrażliwość na substancję
- przyjmowanie ziela dziurawca

## Działania niepożądane
Najczęstsze działania niepożądane związane ze stosowaneim amprenawiru (obserwowane u więcej niż 1 pacjenta na 10) to:
- hipercholesterolemia
- ból głowy
- biegunka, wiatry, nudności, wymioty
- wysypka skórna
- męczliwość
- lipodystrofia
- martwica kości
- zespół reaktywacji układu odpornościowego

## Dawkowanie
Leczenie amprenawirem powinien rozpoczynać lekarz mający doświadczenie w leczeniu zakażenia HIV.

- W przypadku osób powyżej 12 roku życia preparat podaje się doustnie zwykle w połączeniu z niską dawką rytonawiru. Zalecana dawka to 600mg dwa razy na dobę, podawane łącznie ze 100mg rytonawiru (także w 2 dawkach). W przypadku monoterapii dawka wynosi 1200mg amprenawiru na dzień.
- U dzieci w wieku 4-12 lat oraz pacjentów, których masa ciała nie przekracza 50kg, zalecana dawka zależy od masy ciała.

Należy zmniejszyć dawkę u pacjentów z zaburzoną czynnością wątroby, natomiast u pacjentów z ciężką jej niewydolnością nie należy łączyć z rytonawirem.